# Distretto di Minamimuro
Il distretto di Minamimuro (南牟婁郡, Minamimuro-gun?) è uno dei distretti della prefettura di Mie, in Giappone.
Attualmente fanno parte del distretto i comuni di Mihama e Kihō.